# Карл Едуард Бірманн
Карл Едуард Бірманн (нім. Karl Eduard Biermann; 26 липня 1803, Берлін — 16 червня 1892, Берлін) — німецький пейзажист і декоратор, професор і член Берлінської академії мистецтв.

## Біографія

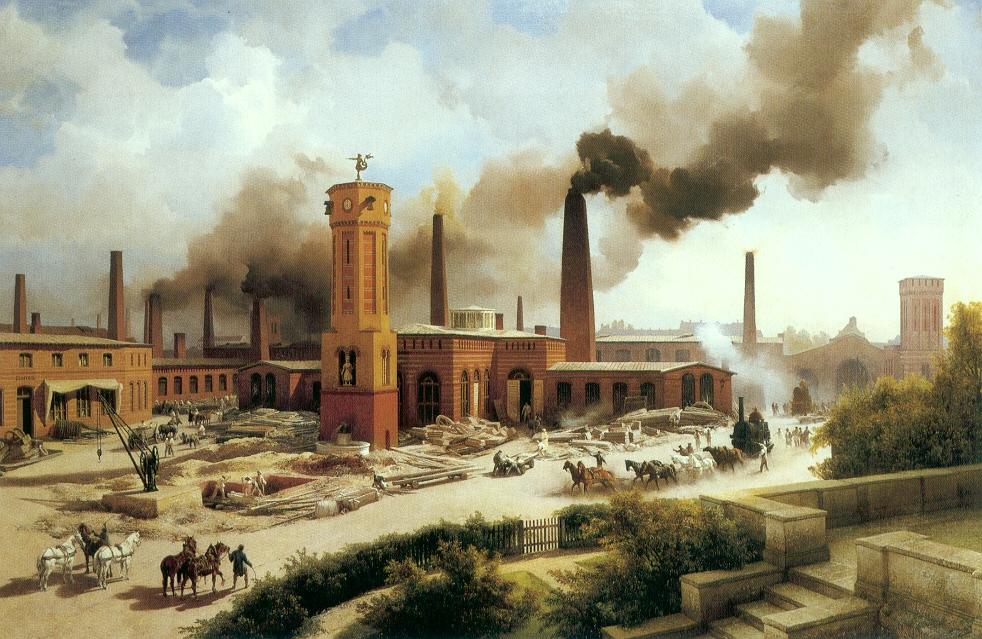
Завод Borsig у Берліні, 1847 рік

Карл Едуард Бірман народився 26 липня 1803 року в місті Берліні в родині ремісників.
Після навчання на Королівському фарфоровому заводі в Берліні він навчався пейзажного живопису в Берлінській академії, де серед його вчителів були Герст і Гропіус. Спочатку він працював як художник-декоратор з порцеляни, але потім почав займатися виключно пейзажним живописом. Бірман вважається одним з перших представників пейзажного акварельного живопису в Берліні.
Наприкінці 1820-х років Бірманн здійснив ознайомлювальні поїздки до Рейну, Швейцарії, Тіроль та Італії. Враження від подорожей відображено у творах живописця. Починаючи з 1842 року, Карл Едуард Бірман викладав малюнок ландшафту в Берлінській академії архітектури, а в 1844-го призначений професором, де одним з його учнів був Герман Геммель.
З 1847 року він брав участь у розписі єгипетських судів та грецької зали у Новому музеї Берліна.
Карл Едуард Бірмана помер у столиці Німеччини 16 червня 1892.